# Harold Osborn
Harold Osborn (anglès: Harold Marion Osborn)  (Butler, 13 d'abril de 1899 - Champaign, 5 d'abril de 1975) va ser un atleta estatunidenc que va competir durant la dècada de 1920.
Entre 1919 i 1922 va estudiar a la Universitat d'Illinois. El 1924 va prendre part en els Jocs Olímpics d'Estiu de París, on disputà dues proves del programa d'atletisme. En ambdues, el salt d'alçada i el decatló, guanyà la medalla d'or i va establir un nou rècord olímpic. Quatre anys més tard, als Jocs d'Amsterdam, fou cinquè en la prova del salt d'alçada. Durant la seva carrera va establir el rècord del món del salt d'alçada i del decatló.
Osborn va guanyar 17 títols nacionals i va establir sis rècords mundials durant la seva carrera. El 1974 va ser inclòs al National Track and Field Hall of Fame.

## Millors marques
- Salt d'alçada. 2,038 metres (1924)
- Triple salt. 14,27 metres (1921)
- Decatló. 6.476 punts (1924)[1][2]